# 不動院 (広島市)
不動院（ふどういん）は、広島県広島市東区にある真言宗別格本山（広島県真言宗教団）の寺院。

## 概要
本尊は薬師如来。山号は新日山。足利尊氏・直義兄弟が諸国に設けた安国寺利生塔の一つという（安芸国安国寺）。全国安国寺会会員寺院。

## 歴史

### 中世
開基は行基とも伝えられるが、創建年代や由緒については諸説ある。本尊薬師如来像の様式から平安時代には創建されていたと推察されている。足利尊氏、直義兄弟が日本六十余州に設立した安国寺の一寺で、安芸安国寺として、又、安芸国守護武田氏の菩提寺として繁栄した。
しかし、戦国時代には戦火により伽藍が焼失し武田氏も滅亡したが、毛利氏の外交僧安国寺恵瓊により復興された。関ヶ原の戦いで西軍に組した恵瓊は処刑され、毛利氏も転封後、福島正則が芸備両国の大名として入国し、正則の祈祷僧である宥珍が安国寺に入り住持となった。この時、宗派を禅宗から真言宗に改め、不動明王を本尊とし不動院と称した。後に浅野氏が国主として広島に入ると、浅野家歴代藩主の保護を受け明治に至った。

### 近世/現在
第二次世界大戦中は牛田の住民のみならず中国軍管区司令部通信部など様々な機関の疎開先に指定されていた。1945年8月6日、広島市への原子爆弾投下により被爆。ここは爆心地から約3.90kmに位置した。爆風により金堂の屋根の一部が吹き飛び、本堂の柱の1本が中央から折れたものの、全体では倒壊は免れている。当日は市中心部から北へ避難してくる被爆者の受け入れ先として機能し、境内にはたくさんの負傷者で溢れかえった。
1958年に金堂が国宝に指定された。1993年に広島市に現存する被爆建物リストに登録されている。

## 文化財

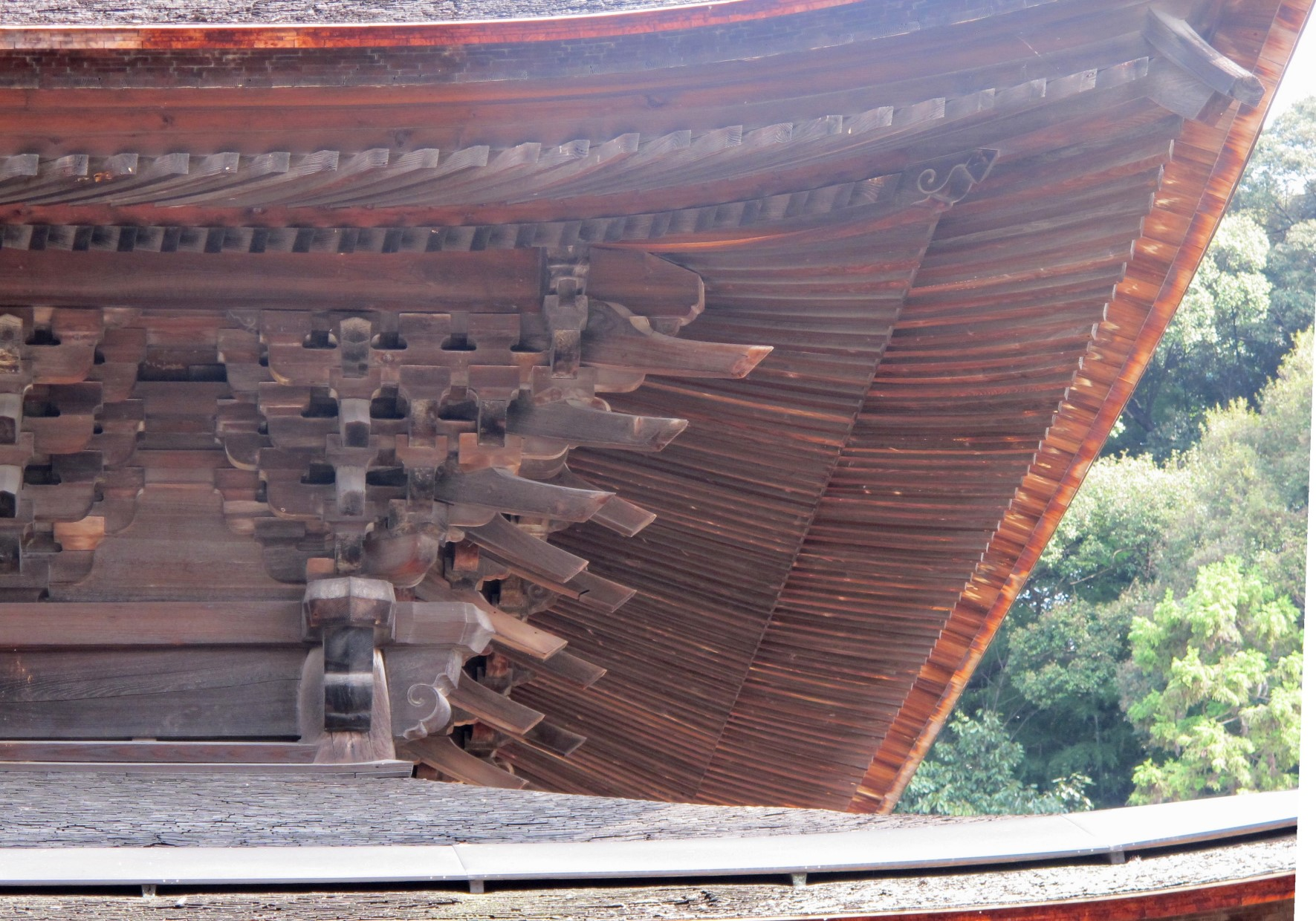
金堂細部。扇垂木、三手先の組物、頭貫の木鼻、頭貫上の台輪などがわかる。

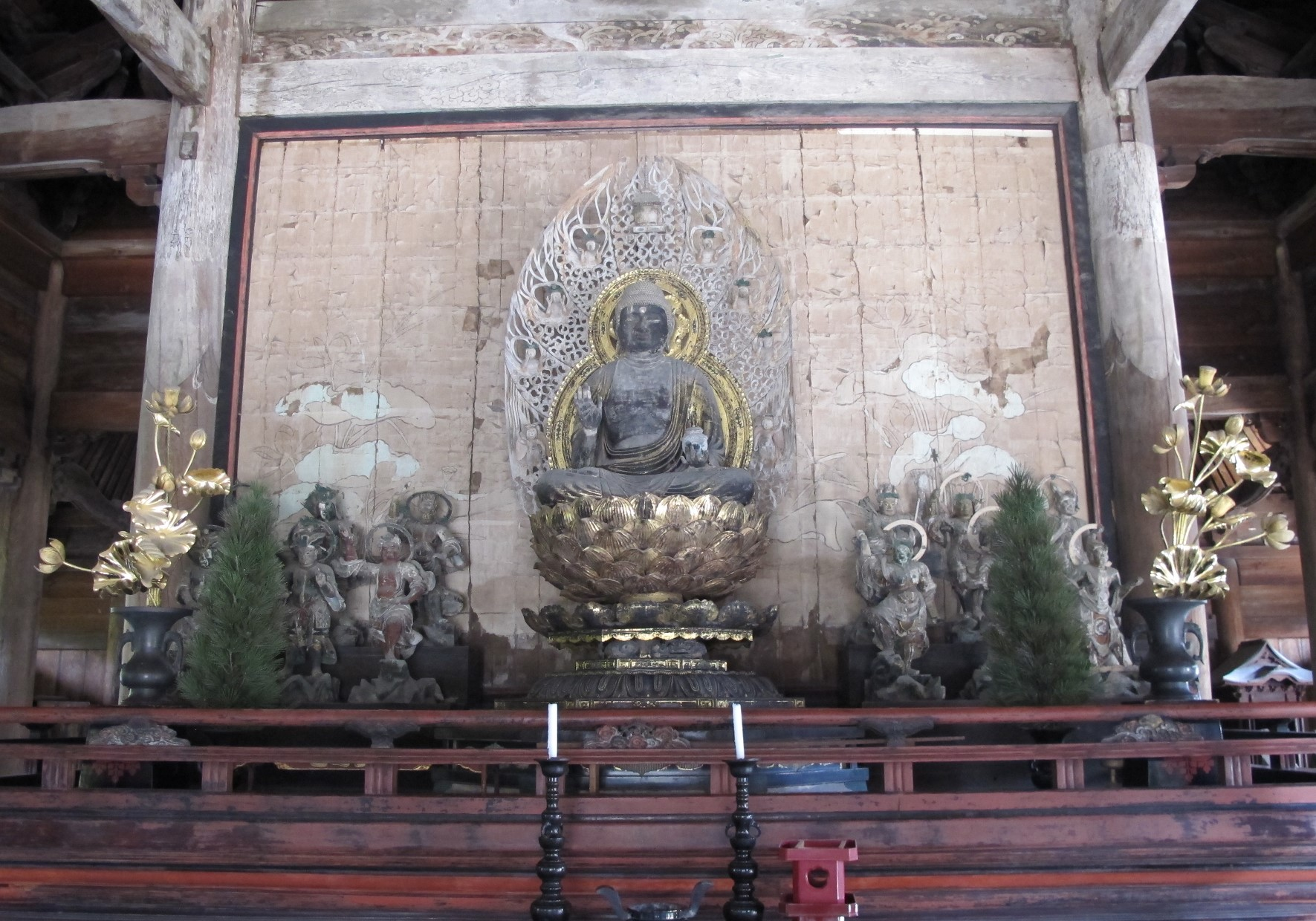
金堂内部、薬師如来像を安置する。

### 国宝
- 金堂（国宝）

天井の墨書から天文9年（1540年）の建築と判明する。屋根は入母屋造、柿（こけら）葺き。2階建てのように見えるが、構造的には一重裳階（もこし）付きで、桁行3間、梁間4間（「間」は柱間の数を意味する）の身舎（もや）の周囲に裳階をめぐらす。裳階は正面側の奥行1間分を吹き放しとする。不動院は密教寺院であるが、金堂の建築様式は典型的な禅宗様（唐様）であり、内部を土間床の一室とする点、中央を鏡天井とし、その周囲にぎっしりと組物が並ぶ天井の構成、桟唐戸、花頭窓、礎盤付き柱、扇垂木等に禅宗仏殿特有の形式が見られる。天井高は8.6メートルに達する。この堂は当初から不動院にあったものではなく、もとは山口市にあった。金堂があった元の寺はどこかは長年、謎とされていたが、横浜国立大名誉教授の関口欣也（建築史）によって、戦国時代末期の天正年間（1573－1592年）に、当時の往職の安国寺恵瓊（あんこくじえけい）によって山口市の香積寺（現在の瑠璃光寺）から移築されたことが明らかにされた。これ以前は、禅宗寺院で大内氏の菩提寺であった凌雲寺からの移築とされていた。
1958年（昭和33年）2月8日国宝指定。原爆による大きな被害も受けず広島市内に現存する唯一の国宝である。

### 重要文化財（国指定）
- 鐘楼 - 永享5年（1433年）の建築。1952年（昭和27年）7月19日指定[4]。
- 楼門 - 文禄3年（1594年）の建築。「楼門」と称するが、建築形式的には「楼門」でなく「二重門」（上層・下層境にも軒の張り出しをつくる）である。1958年（昭和33年）5月14日指定[4]。
- 木造薬師如来坐像 - 檜材寄木造、平安時代後期
- 銅製梵鐘 - 高麗時代。1899年（明治32年）8月1日指定[5]。

## 交通
- 広島高速交通広島新交通1号線（アストラムライン）不動院前駅より徒歩2分